# Internal Exile
Internal Exile è il secondo album del cantante Fish, pubblicato nel 1991 dalla Polydor. È il secondo lavoro da solista del cantante, successivo alla sua separazione dalla band progressive rock inglese Marillion.

## Tracce
1. "Shadowplay" – 06:23 (Dick/Simmonds)
2. "Credo" – 06:40 (Dick/Simmonds/Boult/Usher)
3. "Just Good Friends (Close)" - 06:00 (Dick/Usher/Boult/Simmonds)
4. "Favourite Stranger" - 05:58 (Dick/Usher)
5. "Lucky" - 04:50 (Dick/Boult/Simmonds)
6. "Dear Friend" - 04:08 (Dick/Boult/Simmonds)
7. "Tongues" – 06:22 (Dick/Simmonds/Usher/Boult)
8. "Internal Exile" – 04:45 (Dick/Boult/Simmonds)
9. "Something In The Air" – 05:08 (Keen) (bonus track on original CD/cassette)

### Tracce Bonus versione rimasterizzata
1. "Poet's Moon" - 04:26 (Dick/Simmonds/Boult/Usher)
2. "Something In The Air" – 05:08 (Keen)
3. "Carnival Man" - 06:25 (Dick/Boult/McKenna/Simmonds/Usher/Paton)

## Musicisti

### Artista
- Fish - voce

### Altri musicisti
- Mickey Simmonds - tastiere
- Robin Boult & Frank Usher - chitarra
- David Paton - basso, voce
- Ethan Johns - batteria
- Ted McKenna - batteria in Tongues & Internal Exile
- Chris Kimsey - voce
- Maryen Cairns - voce
- Charlie McKerron - Fiddle
- Marc Duff - Whistle
- Donald Shaw - Box Accordion